# Sars-et-Rosières
 Sars-et-Rosières là một xã ở tỉnh Nord ở miền bắc nước Pháp. Xã này có diện tích 2,6 km², dân số năm 1999 là 378 người. Xã nằm ở khu vực có độ cao trung bình 19 mét trên mực nước biển. 